# Louisenstraße 52 (Bad Homburg)

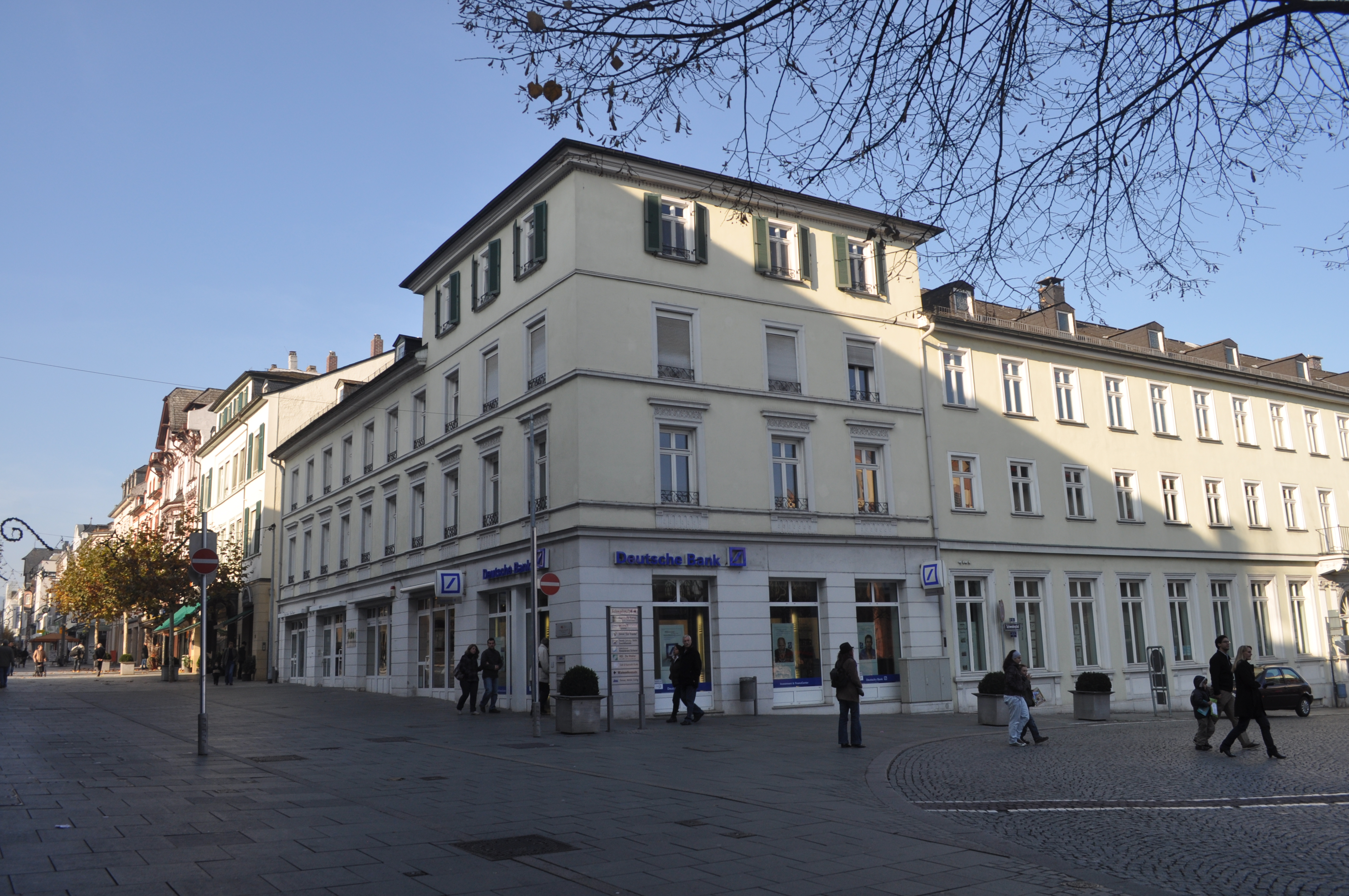
Louisenstraße 52

Das Haus Louisenstraße 52 in Bad Homburg vor der Höhe ist ein denkmalgeschütztes Haus auf der Louisenstraße.
An der Stelle des heutigen Gebäudes befand sich ursprünglich das Gasthaus „Zum Adler“. Im Rahmen des Baus des Kurhauses 1841/42 entstand ein klassizistisch überformtes Kurhausumfeld. Im zweiten Drittel des 19. Jahrhunderts wurde daher das alte Gasthaus abgerissen und das heutige Gebäude erbaut. Es handelt sich um ein dreigeschossiges, verputzte Wohn- und Geschäftshaus. Die Ecklage zum Schwedenpfad wird mit einem turmartigen Eckbau von vier Geschossen architektonisch betont. Die Fassade ist streng axial durch die Fenster gegliedert und an der dem Kurhausplatz zugewandten Seite mit Stuckreliefs in Fensterrahmungen geschmückt. Die ursprünglichen klassizistischen, gusseisernen Balkone wurden im Laufe der Geschichte entfernt. Von 1919 bis 1924 war das Haus Sitz des Finanzamtes. Kernmieter des Gebäudes ist heute die Deutsche Bank.
2018/19 erfolgte eine Kernsanierung, bei der die Fassade erneuert und im Inneren Stuck- und Malerarbeiten aus der Bauphase freigelegt wurden. Der Kurverein der Stadt Bad Homburg zeichnete diese Sanierung 2019 als eine von drei vorbildlichen Fassadensanierungen in Bad Homburg aus. Das Gebäude ist aus architekturgeschichtlichen Gründen als Kulturdenkmal geschützt.